# Недільний айнтопф

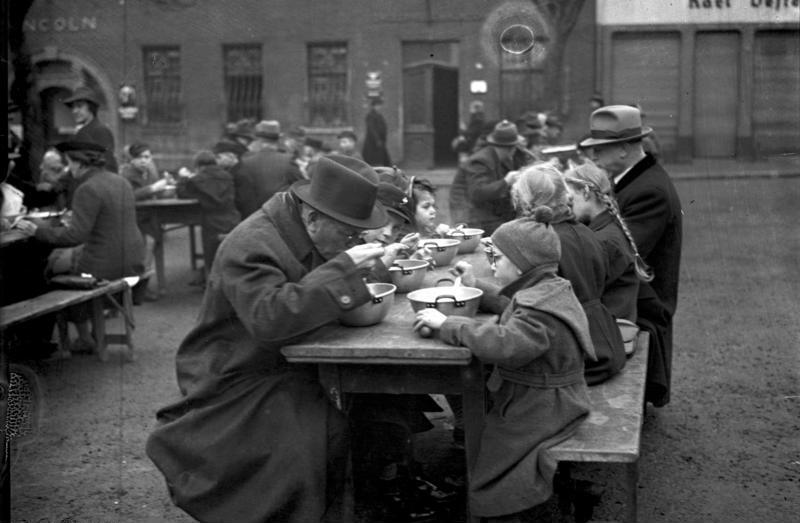
Колективний обід з айнтопфом на користь «Зимової допомоги». Вормс, 1938 р.

«Недільний айнтопф» (нім. Eintopfsonntag) — пропагандистська акція, що проводилася в гітлерівській Німеччині з 1 жовтня 1933 року з метою єднання нації, а також для ослаблення дефіциту жирів, що відчувався в країні, для подолання якого були потрібні значні кошти в іноземній валюті.
Однієї неділі місяця, з жовтня по березень, у кожному німецькому домогосподарстві на обід слід було подавати тільки айнтопф. Економія у витратах на такий обід у порівнянні зі звичайним недільным обідом встановлювалася зверху у розмірі 50 пфенігів, які передавалися на користь «Зимової допомоги» місцевим активістам НСДАП під час поквартирних обходів. Економія коштів на айнтопфі замість звичайного недільного обіду могла становити і більше, наприклад, завдяки рецепту айнтопфа на чотири порції у 1933 році, можна було заощадити 1,18 рейхсмарки.
Рецепти айнтопфу публікувалися в газетах, популярна авторка кулінарних книг Ерна Горн випустила спеціальну збірку рецептів айнтопфу. У Гамбурзі 4 лютого 1934 року, близько 65% всіх домогосподарств внесли внески з айнтопфу на суму 104 200 рейхсмарок. Взимку 1935/36 років завдяки «недільному айнтопфу» було зібрано 31 млн рейхсмарок, що було порівняно з доходом, який отримує «Зимова допомога» від зборів пожертвувань на вулиці. Пропаганда прославляла «діючий німецький соціалізм».
Керівництво нацистського режиму ввело у практику колективні обіди з айнтопфом і використало їх у пропагандистських цілях. На думку Гітлера і Геббельса, недільний айнтопф — не лише матеріальний внесок, а й духовний внесок у народне єднання. Недостатньо платити внесок з айнтопфу та поїдати свій звичайний недільний обід. Недільним айнтопфом весь німецький народ повинен принести свідому жертву на допомогу співвітчизникам. Газета Kasseler Post у жовтні 1934 року публікувала встановлені дати «недільних айнтопфів» і рецепти, що допускалися для їхнього приготування: гороховий айнтопф з ковбасою, свинячим вухом або солониною, айнтопф з яловичиною і макаронами або овочевий. Всі підприємства громадського харчування в Касселі в дні «недільного айнтопфа» поділялися на три класи з відповідними ціновими категоріями: 70 пфенігів, 1 рейхсмарка або 2 рейхсмарки з порції айнтопфу. На підтвердження сплати внеску з айнтопфу відвідувачі отримували пронумеровану квитанцію.
На думку німецького історика Норберта Фрая, «регулярні прийоми простої їжі» певною мірою заощаджували ресурси народного господарства, але набагато важливішим у Третьому рейху була їхня «соціально-психологічна мета»: «недільний айнтопф» виступав зразком націонал-соціалістського «народного виховання» і вселяв колективну жертовність. Послання «недільного айнтопфу» — народне єднання існує, і всі у ньому беруть участь. Під час Другої світової війни поняття «недільного айнтопфу» зникло. Замість нього у «Зимової допомоги» було запроваджено поняття «жертовної неділі».